# 民事保全法
民事保全法（みんじほぜんほう、平成元年12月22日法律第91号）は、民事保全に関する手続の原則に関する法律である（同法1条）。
同法の施行前は、保全命令発令については旧民事訴訟法（明治23年法律第29号）第6編に、保全執行については民事執行法174条から180条に定められていた。しかし、民事保全に関する関係規定を一つにまとめた単行法として民事保全法が制定され、その結果、保全命令発令に関する規定は旧民事訴訟法から、保全執行に関する規定は民事執行法から、それぞれ削除された。法令番号は平成元年法律第91号、1989年（平成元年）12月22日に公布された。

## 概要
民事保全は、将来なされるべき強制執行における請求権の満足を保全するために、さしあたり現状を維持・確保することを目的とする予防的・暫定的な処分であり、仮差押え、係争物に関する仮処分および仮の地位を定める仮処分をその内容とする。このため、保全執行は、請求権を確証する債務名義の存在を要件とせず、口頭弁論を必要としない略式の手続（決定手続）で取得できる保全命令（仮差押命令または仮処分命令）に基づいて行う（3条。オール決定主義）。
保全命令の実体的要件としては、被保全権利の存在および保全の必要性の存在が必要であり、両者は疎明することを要する（13条）。
被保全権利をめぐる本案訴訟の決着を待って強制執行に移行する。民事保全の特性としては、第一に、債務名義が作成されるのを待っていたのでは権利の実現が不能または困難になる場合に仮の救済を与える制度であるという点から「迅速性（緊急性）」、第二に、債権者による民事保全の申立てを察知した債務者が執行を妨害するおそれがあり、これに対処する必要性があることから「密行性」、第三に、本案訴訟において権利が終局的に確定され、実現されるまでの仮の措置を定めるという点で「暫定性」、第四に、債権者が本案訴訟の起訴命令（37条1項）に違反したときに保全命令が取り消されるというような点で「付随性」などがある。保全命令を申し立てた者を債権者、その相手方を債務者という。
なお、行政庁の処分その他公権力の行使に当たる行為については、行政事件訴訟法第44条の規定により仮処分をすることができない。しかしながら、この規定がどこまで及ぶかは幾つかの問題がある。公法上の当事者訴訟については民事保全法による仮処分が可能である。

## 構成
- 第1章 総則
- 第2章 保全命令に関する手続 
  - 第1節 総則
  - 第2節 保全命令
    - 第1款 通則
    - 第2款 仮差押命令
    - 第3款 仮処分命令

  - 第3節 保全異議
  - 第4節 保全取消し
  - 第5節 保全抗告
- 第3章 保全執行に関する手続 
  - 第1節 総則
  - 第2節 仮差押えの執行
  - 第3節 仮処分の執行
- 第4章 仮処分の効力
- 第5章 罰則
- 附則

## 仮差押え
金銭債権（または金銭債権に換えうる請求権）についての執行保全のために債務者の財産を仮に差し押さえること。

### 要件
被保全権利
仮差押えの被保全権利は、金銭の支払いを目的とする債権である（20条1項）。
保全の必要性
強制執行をすることができなくなるおそれがあること、又は強制執行をするのに著しい困難を生じる恐れがあることである（20条1項）

### 手続
不動産の仮差押え
本案の管轄裁判所、又は不動産の所在地を管轄する地方裁判所に対して申し立てる（12条1項）。
動産の仮差押え
本案の管轄裁判所、又は動産の所在地を管轄する地方裁判所に対して申し立てる（12条1項）。
目的物を特定しないで申し立てることも可能である（21条但書）
債権の仮差押え
本案の管轄裁判所（12条1項）、又は第三債務者の普通裁判籍の所在地を管轄する地方裁判所に対して申し立てる（12条4項）。
申立てにあたり第三債務者を特定することが必要である（規則18条1項）。債権の種類及びその額その他債権を特定するに足りる事項を明らかにする必要もある（規則19条2項）

## 仮処分
「係争物に関する仮処分」と「仮の地位を定める仮処分」がある。

### 係争物に関する仮処分
金銭債権（または金銭債権に換えうる請求権）以外の請求権についての執行保全のために物的状態の現状の維持を命ずること。

#### 要件
被保全権利
係争物に関する仮処分の被保全権利は、係争物に対する給付請求権である。
保全の必要性
係争物の現状の変更により債権者が権利を実行することができなくなる、または著しい困難を生ずるおそれがあることである（23条1項）。

#### 手続
不動産の登記請求権を保全するための処分禁止の仮処分
建物収去土地明渡請求権を保全するための建物の処分禁止の仮処分
占有移転禁止の仮処分

### 仮の地位を定める仮処分
本案訴訟の決着まで現状のまま推移すれば、著しい損害等を生ずるおそれがある場合に、この現在の危険に対して直ちに被保全権利の内容に適合する仮の状態を形成する。本案訴訟の決着を待たずに、ほぼ請求権を満足するという点において、上の二つとは異なる（講学上「満足的仮処分」とも呼ばれる。）。
例えば、敵対的買収者が現れた場合に、買収の対象となった会社が友好的な取引先を対象に第三者割当増資を行い、新株を発行すると、買収者側の持株比率が低下する。第三者割当増資において特に有利な価格で新株を発行するときは、株主総会の特別決議を要するから、取締役会限りで新株発行を行うことは、新株発行の差止事由にあたる。しかし、特に有利な価格かどうかは、一律に定まっているわけではないから、裁判所の事後的な判断によることになる。それでは、買収者側にとって、著しい損害が生ずるおそれがあるとの理由で、この仮の地位を定める仮処分が多用されている。

#### 要件
被保全権利
保全の必要性

## その他の手続

### 起訴命令
債権者が保全命令を取得したのに本案の訴えを提起しない場合には、保全命令を発した裁判所は、債務者の申立てにより、債権者に対し、一定の期間内に本案の訴えの提起を証する書面を提出するか、既に本案の訴えを提起している場合にはその係属を証する書面を提出するよう命じる（37条1項）。これを講学上「起訴命令」と呼ぶ。
債権者が、裁判所の指定した期間内に前述の各書面を提出しない場合（同条3項）または提起しても取り下げられもしくは却下された場合（同条4項）には、裁判所は、債務者の申立てにより、保全命令を取り消さなければならない（同条3項）。
債務者は、債権者による一方的な疎明により本案訴訟まで一定の権利制限を受けることになり、不安定な立場に置かれることになる。起訴命令の申立ては、債務者の側からこのような不都合・不安定な状況を打破する手段となるものである。